# Marie-Dorothée de Habsbourg-Lorraine
Titre
Épouse du prétendant orléaniste
au trône de France
5 novembre 1896 – 28 mars 1926
(29 ans, 4 mois et 23 jours)
Marie-Dorothée de Habsbourg-Lorraine, née le 14 juin 1867 à Alcsút, en Hongrie, décédée dans la même ville le 6 avril 1932, est une archiduchesse d’Autriche et princesse royale de Hongrie, duchesse d’Orléans en qualité d'épouse du prétendant orléaniste au trône de France de 1896 à sa mort.

## Biographie

### Famille
L'archiduchesse Marie-Dorothée est la fille de l'archiduc Joseph de Habsbourg-Lorraine (1833-1905), palatin de Hongrie, et de son épouse la princesse Clotilde de Saxe-Cobourg-Kohary (1846-1927), elle-même fille de la princesse Clémentine d'Orléans, fille du roi des Français Louis-Philippe.
Elle est également la nièce de la reine des Belges Marie-Henriette épouse du roi Léopold II, lui-même fils de la princesse Louise d'Orléans.
Par son père, elle est donc l'arrière-petite-fille de l'empereur Leopold II d'Autriche et de son épouse l'infante d'Espagne Marie-Louise de Bourbon. Par sa mère, elle est également l'arrière-petite-fille du roi des Français Louis-Philippe Ier et de son épouse Marie-Amélie de Bourbon-Siciles,.
Outre ses frères Joseph (1872-1962) et Ladislas (1875-1895), Marie-Dorothée de Habsbourg a quatre sœurs : 
- Elisabeth Clémentine (1865-1866),
- Marguerite-Clémentine (1870-1955), qui épouse en 1890 le prince Albert Ier de Tour et Taxis (1867-1952),
- Elisabeth Henriette de Habsbourg-Lorraine (1883-1958), célibataire,
- Clotilde (1884-1903), célibataire[3].

Les Orléans comme les Saxe-Cobourg-Gotha (notamment le roi des Belges et la mère de l'archiduchesse) ont le sens des affaires et leurs familles sont non seulement royales mais aussi richissimes.
La princesse est élevée par ses parents dans le culte de la Hongrie et la loyauté envers l'empereur François-Joseph Ier d'Autriche, chef de leur Maison et couronné roi de Hongrie en 1867, année de naissance de Marie-Dorothée.

### Le mariage: un pis-aller
Le comte de Paris étant mort en 1894, son fils le duc d'Orléans hérite à 25 ans de l'immense fortune des Orléans et de leurs prétentions à la couronne de France. Il se doit de se marier selon son rang afin d'assurer une descendance. Cependant, aucun souverain - y compris l'oncle belge - n'est prêt à donner une de ses filles en mariage au prétendant orléaniste ; ne serait-ce que par crainte de mécontenter la République française.
C'est la septuagénaire princesse Clémentine, tête politique de la famille (elle a réussi à installer son fils cadet Ferdinand sur le trône de Bulgarie) et infatigable marieuse, qui propose la candidate : sa propre petite-fille, l'archiduchesse Marie-Dorothée, issue d'une branche cadette de la Maison de Habsbourg-Lorraine dont les chefs ont été vice-roi de Hongrie, mais aussi une cousine issue de germains du duc.
Celle-ci étant membre d'une branche cadette de la Maison impériale, un tel mariage ne peut mettre à mal les relations austro-françaises d'autant plus que l'Autriche-Hongrie est déjà officiellement l'alliée de l'Allemagne.
Un tel mariage permettrait également à la dot de rester dans la famille. Ainsi le prince Philippe de Saxe-Cobourg-Kohary, fils aîné de la princesse Clémentine et oncle de Marie-Dorothée a épousé en 1875 la princesse Louise de Belgique, fille aînée du roi des Belges ; la sœur de celle-ci, Stéphanie de Belgique a épousé en 1881 l'archiduc-héritier de l'empire austro-hongrois Rodolphe d'Autriche. Tous ces mariages ont été très malheureux (et notamment marqués par le drame de Mayerling) mais la fortune a été ainsi conservée.
Âgée de presque trente ans, l'archiduchesse fait figure de vieille fille et a peu de chance de trouver un autre soupirant que son cousin issu de germains. Elle ne peut qu'acquiescer. Les Orléans ayant été condamnés à l'exil en 1886, le mariage a lieu à Vienne le 5 novembre 1896.
Dans ses Mémoires, intitulés Comment j'ai vu 1900, la comtesse de Pange, qui avait neuf ans à l'époque, écrit :

« Ce mariage royal excitait beaucoup l'imagination des légitimistes et toute la haute aristocratie française espérait y être invitée (...) les d'Uzès, les Luynes, les Noailles, les d'Harcourt, les La Rochefoucault, les d'Haussonville,...[...] L'archiduchesse Marie-Dorothée n'était ni jeune, ni jolie, ni aimable, ni souriante et son union mal assortie avec le duc d'Orléans ne promettait rien de bon. Elle prononça lourdement un solennel Ja qui parut bien gauche pour une reine de France.[...] De loin nous suivions les étapes du voyage et en lisions les récits dans les journaux. La Gazette de Château-Gonthier y consacrait sa première page, alors que le Réveil de la Mayenne n'y faisait que d'ironiques allusions. Ma grand-mère se rendit à une messe solennelle d'actions de grâces qui fut célébrée à Château-Gonthier et où se trouvait toute la noblesse « bien-pensante » du pays. »

### Le prince voyageur et son épouse casanière
Le mariage de Marie-Dorothée et de Philippe d’Orléans incite, pour un temps, renoncer l'aîné des Orléans aux grandes expéditions dont il était coutumier.
Cependant, Philippe conserve tout de même son goût des voyages et il se lance, dès 1897, en compagnie de son épouse dans des croisières méditerranéennes à bord du yacht Maroussia. Le couple séjourne notamment au Palais d'Orléans à Palerme où il reçoit le Gotha notamment l'empereur Guillaume II d'Allemagne et l'impératrice.

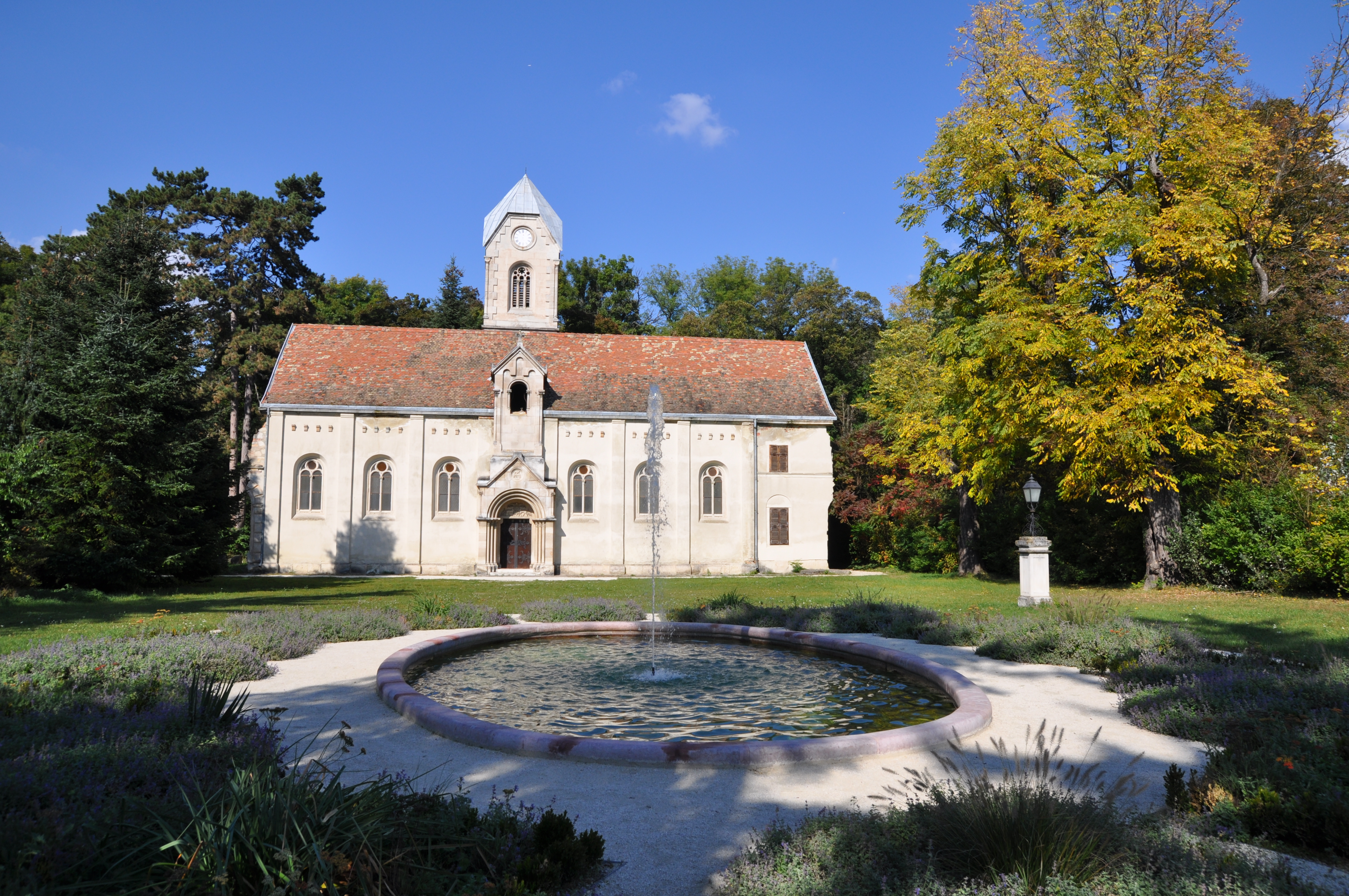
La chapelle du château d'Alcsút, dans la crypte de laquelle est inhumée la duchesse d'Orléans.

Tandis que les années passant, Marie-Dorothée se révèle stérile. Les relations du couple se dégradent et le prétendant décide de reprendre ses expéditions outre-mer tandis que Marie-Dorothée passe de plus en plus de temps, chaque année, dans le château de sa famille, à Alcsút, en Hongrie.
Malgré tout, en 1906, Philippe tente de renouer avec son épouse et se rend auprès d’elle afin de la convaincre de s’installer avec lui au manoir d'Anjou, près de Bruxelles.
Peine perdue, la duchesse d'Orléans refuse tout net et le prétendant orléaniste doit reprendre sa vie de solitaire. La décision de l’archiduchesse est si ferme que, lorsqu’éclate la Première Guerre mondiale en 1914, elle décide de rester en Hongrie, pays allié de l'Allemagne, bien qu'elle soit pour les orléanistes « reine de France », décision que ne lui pardonnera jamais son époux. Le couple se sépare dès le retour de la paix. Selon Nicolas Enache et Patrick Van Kerrebrouck, le couple est séparé dès 1911,.
Le duc meurt en 1926 à Palerme, la duchesse, le 6 avril 1932 à Alcsút.
Aujourd’hui, la séparation du duc et de la duchesse d’Orléans reste visible par-delà la mort. Marie-Dorothée est en effet enterrée dans la crypte de la chapelle du château d'Alcsút (hu), tandis que les restes mortels de son époux reposent à la chapelle royale de Dreux, nécropole des Orléans.

## Titulature et décorations

### Titulature
- 14 juin 1867 — 5 novembre 1896 : Son Altesse Impériale et Royale l'archiduchesse Marie-Dorothée d'Autriche, princesse royale de Hongrie et de Bohême
- 5 novembre 1896 — 6 avril 1932 : Son Altesse Impériale et Royale la duchesse d'Orléans

### Décorations dynastiques étrangères
- Dame grand-croix d'honneur et de dévotion de l'ordre souverain de Malte (1909)[9]
- Dame de l’ordre de la Croix étoilée (maison de Habsbourg-Lorraine)[10]
- Dame de première classe de l’ordre de Sainte-Élisabeth (royaume de Bavière)[10]
- Dame de l'ordre de la Reine Marie-Louise (royaume d'Espagne)